# Pleuroptya aegrotalis
Pleuroptya aegrotalis är en fjärilsart som beskrevs av Philipp Christoph Zeller 1852. Pleuroptya aegrotalis ingår i släktet Pleuroptya och familjen Crambidae. Inga underarter finns listade i Catalogue of Life.